# Феодор Ватац
Феодор Ватац (д/н — 1163/1165) —військовий діяч Візантійської імперії.

## Життєпис
Походив з провінційної знаті з феми Фракія. Народився поблизу Адріанополя. Зробив кар'єру за імператора Іоанна II, який спирався на дрібну й середню візантійську шляхту. У 1130 або 1131 році оженився на молодшій доньці імператора, що значно пришвидшило просування державними щаблями, отримавши титул себастогипертата. Ймовірно з середини 1130-х років був у почті Іоанна II в походах проти румського султанату, проте не отримав значного командування.
Ситуація змінилася за імператора Мануїла I, який з початку 1150-х років надавав Феодору Ватацу керування військами в Малій Азії та на Балканах. Також отримав титул деспота, що давало певні права на трон. У 1151 році на посаді доместіка захопив важливе місто Земун, що належало Угорщині. У 1158 році спрямовано на придушення вірменського повстання в Кілікії. Швидкими й вправними діями Феодор Ватац змусив захисників важливого міста Тарс здатися практично без бою. Слідом за цим приборкав усю Кілікію. Залишався тут до 1159 або 1160 року.
По поверненню до Константинополя через декілька років помер — між 1163 та 1165 роками.

## Родина
Дружина — Євдокія, донька візантійського імператора Іоанна II.
Діти:
- Іоанн (1132—1182), великий доместік
- Андронік (д/н—1176)
- Олексій (д/н—1182)
- Ісаак (д/н—1182), себастократор
- Феодора, коханка імператора Мануїла I
- Анна (д/н—1187), дружина протосебаста Олексія Врани